# Коломийська міська рада
Коломи́йська міська́ ра́да — адміністративно-територіальна одиниця та орган місцевого самоврядування у Івано-Франківській області. Адміністративний центр — Коломия.

## Загальні відомості
- Територія ради: 40,72 км²
- Населення ради: 61 255 осіб (станом на 1 вересня 2015 року)[1]
- Територією ради протікає річка Прут.

## Населені пункти
Повноваження Коломийської міської ради поширюються на територію таких населених пунктів:
- м. Коломия
- с. Саджавка
- с. Кубаївка
- с. Іванівці
- с. Товмачик
- с. Шепарівці
- с. Раківчик
- с. Воскресинці
- с. Корнич
- с. Королівка
- с. Грушів

## Населення
Розподіл населення за віком та статтю (2001):
| Стать | Всього | До 15 років | 15-24 | 25-44 | 45-64 | 65-85 | Понад 85 |
| --- | ------ | ----------- | ----- | ----- | ----- | ----- | -------- |
| Чоловіки | 28 737 | 5637        | 5436  | 9199  | 6110  | 2274  | 81       |
| Жінки | 32 710 | 5260        | 5962  | 9844  | 7469  | 3945  | 230      |
| \| Статево-вікова піраміда \| Статево-вікова піраміда \| Статево-вікова піраміда \| \| ----------------------- \| ----------------------- \| ----------------------- \| \| Чоловіки \| Вік \| Жінки \| \| 81 \| 85 + \| 230 \| \| 167 \| 80-84 \| 379 \| \| 394 \| 75-79 \| 1046 \| \| 760 \| 70-74 \| 1183 \| \| 953 \| 65-69 \| 1337 \| \| 1232 \| 60-64 \| 1653 \| \| 1067 \| 55-59 \| 1315 \| \| 1749 \| 50-54 \| 2102 \| \| 2062 \| 45-49 \| 2399 \| \| 2522 \| 40-44 \| 2896 \| \| 2293 \| 35-39 \| 2576 \| \| 2139 \| 30-34 \| 2208 \| \| 2245 \| 25-29 \| 2164 \| \| 2342 \| 20-24 \| 2179 \| \| 3094 \| 15-20 \| 3783 \| \| 2505 \| 10-14 \| 2268 \| \| 1799 \| 5-9 \| 1673 \| \| 1333 \| 0-4 \| 1319 \| |        |             |       |       |       |       |          |
| Статево-вікова піраміда |        |             |       |       |       |       |          |
| Чоловіки | Вік    | Жінки       |       |       |       |       |          |
| 81 | 85 +   | 230         |       |       |       |       |          |
| 167 | 80-84  | 379         |       |       |       |       |          |
| 394 | 75-79  | 1046        |       |       |       |       |          |
| 760 | 70-74  | 1183        |       |       |       |       |          |
| 953 | 65-69  | 1337        |       |       |       |       |          |
| 1232 | 60-64  | 1653        |       |       |       |       |          |
| 1067 | 55-59  | 1315        |       |       |       |       |          |
| 1749 | 50-54  | 2102        |       |       |       |       |          |
| 2062 | 45-49  | 2399        |       |       |       |       |          |
| 2522 | 40-44  | 2896        |       |       |       |       |          |
| 2293 | 35-39  | 2576        |       |       |       |       |          |
| 2139 | 30-34  | 2208        |       |       |       |       |          |
| 2245 | 25-29  | 2164        |       |       |       |       |          |
| 2342 | 20-24  | 2179        |       |       |       |       |          |
| 3094 | 15-20  | 3783        |       |       |       |       |          |
| 2505 | 10-14  | 2268        |       |       |       |       |          |
| 1799 | 5-9    | 1673        |       |       |       |       |          |
| 1333 | 0-4    | 1319        |       |       |       |       |          |

Національний склад населення за даними перепису 2001 року:
| Національність | Кількість осіб | Відсоток |
| -------------- | -------------- | -------- |
| українці       | 56749          | 92,35 %  |
| росіяни        | 3078           | 5,01 %   |
| поляки         | 301            | 0,49 %   |
| білоруси       | 179            | 0,29 %   |
| молдовани      | 61             | 0,10 %   |
| інші           | 1080           | 1,76 %   |

Мовний склад населення за даними перепису 2001 року:
| Мова       | Кількість осіб | Відсоток |
| ---------- | -------------- | -------- |
| українська | 57214          | 93,11 %  |
| російська  | 3075           | 5,00 %   |
| польська   | 89             | 0,14 %   |
| білоруська | 82             | 0,13 %   |
| молдовська | 45             | 0,07 %   |
| інші       | 943            | 1,53 %   |

## Склад ради
Рада складається з 38 депутатів та голови.
- Міський голова: Станіславський Богдан Миколайович
- Секретар міської ради:

### Керівний склад попередніх скликань
| Прізвище, ім'я, по батькові       | Основні відомості                                                                   | Дата обрання | Дата звільнення |
| --------------------------------- | ----------------------------------------------------------------------------------- | ------------ | --------------- |
| Овчаренко Юрій Іванович           | Міський голова, 1966 року народження, безпартійний                                  | 26.03.2006   | 31.10.2010      |
| Слюзар Ігор Богданович            | Міський голова, 1962 року народження, освіта вища, член Української Народної Партії | 31.10.2010   | 25.10.2015      |
| Слюзар Ігор Богданович            | Міський голова, 1962 року народження, освіта вища, член Української Народної Партії | 25.10.2015   | 16.11.2020      |
| Станіславський Богдан Миколайович | Міський голова, 1969 року народження, освіта вища, самовисуванець                   | 16.11.2020   |                 |

Примітка: таблиця складена за даними сайту Верховної Ради України та ЦВК

### Депутати VII скликання
За результатами місцевих виборів 2015 року депутатами ради стали:

#### За суб'єктами висування
| Суб'єкт висування                                          | Кількість обраних депутатів | %     |
| ---------------------------------------------------------- | --------------------------- | ----- |
| Політична партія «Об'єднання „Самопоміч“»                  | 7                           | 20.59 |
| Партія Блок Петра Порошенка «Солідарність»                 | 5                           | 14.71 |
| Політична партія Всеукраїнське об'єднання «Батьківщина»    | 5                           | 14.71 |
| Політична партія Всеукраїнське об'єднання «Свобода»        | 3                           | 8.82  |
| Українська Народна Партія                                  | 3                           | 8.82  |
| Політична партія Народний рух України                      | 3                           | 8.82  |
| Політична партія Громадський рух «Народний контроль»       | 3                           | 8.82  |
| Радикальна партія Олега Ляшка                              | 3                           | 8.82  |
| Політична партія «Українське Об'єднання патріотів — УКРОП» | 2                           | 5.88  |

#### За округами
| № округу                                                   | Прізвище, ім'я, по батькові         | Дата нар.  | Освіта              | Партійна приналежність                                           | Відомості |
| ---------------------------------------------------------- | ----------------------------------- | ---------- | ------------------- | ---------------------------------------------------------------- | --- |
| Політична партія "Об'єднання «САМОПОМІЧ»                   |                                     |            |                     |                                                                  | |
| пк                                                         | Гуменюк Іван Михайлович             | 24.09.1962 | професійно-технічна | член Політичної партії "Об'єднання «САМОПОМІЧ»                   | ПП «Коломий ський хлібокомбінат», генеральний директор                                                                                              |
| 25                                                         | Григорук Володимир Романович        | 18.05.1976 | вища                | безпартійний                                                     | Фізична особа-підприємець |
| 28                                                         | Токарчук Олег Володимирович         | 01.08.1975 | вища                | член Політичної партії "Об'єднання «САМОПОМІЧ»                   | Коломийської дитячої лікарні, головний лікар |
| 12                                                         | Крутко Роман Ігорович               | 03.06.1977 | вища                | безпартійний                                                     | Фізична особа-підприємець |
| 24                                                         | Андрейченко Володимир Олександрович | 13.11.1986 | вища                | безпартійний                                                     | Фізична особа-підприємець |
| 1                                                          | Бордун Любомир Бориславович         | 29.06.1984 | вища                | безпартійний                                                     | Коломийська гімназія ім. М.Грушевського, заступник директора з навчальної роботи                                                                    |
| 19                                                         | Проскурняк Сергій Іванович          | 12.11.1969 | професійно-технічна | безпартійний                                                     | ТзОВ ТВФ «Терракота», фізична особа-підприємець |
| ПАРТІЯ "БЛОК ПЕТРА ПОРОШЕНКА «СОЛІДАРНІСТЬ»                |                                     |            |                     |                                                                  | |
| пк                                                         | Станко Костянтин Анатолійович       | 16.08.1994 | професійно-технічна | член ПАРТІЇ "БЛОК ПЕТРА ПОРОШЕНКА «СОЛІДАРНІСТЬ»                 | 101 окрема бригада охорони генерального штабу збройних сил України, військовослужбовець за контрактом                                               |
| 14                                                         | Ільчишин Ігор Федорович             | 08.07.1973 | вища                | безпартійний                                                     | ПП «Ільчігор», комерційний директор |
| 11                                                         | Жупанський Любомир Степанович       | 13.06.1973 | вища                | член ПАРТІЇ "БЛОК ПЕТРА ПОРОШЕНКА «СОЛІДАРНІСТЬ»                 | ДЮСШ ФСТ «Україна», тренер |
| 23                                                         | Романюк Олег Іванович               | 22.01.1970 | вища                | безпартійний                                                     | пенсіонер |
| 22                                                         | Петрів Ольга Василівна              | 06.03.1985 | вища                | безпартійна                                                      | Державна адміністрація залізничного транспорту України, начальник                                                                                   |
| політична партія Всеукраїнське об'єднання «Батьківщина»    |                                     |            |                     |                                                                  | |
| пк                                                         | Федчук Сергій Васильович            | 31.05.1977 | вища                | член політичної партії Всеукраїнське об'єднання «Батьківщина»    | Приватний підприємець |
| 8                                                          | Мельничук Володимир Богданович      | 27.03.1983 | вища                | член політичної партії Всеукраїнське об'єднання «Батьківщина»    | Головний лікар, коломийський міський центр первинно-медико-санітарної медицини                                                                      |
| 5                                                          | Дячук Олег Дмитрович                | 04.03.1976 | вища                | член політичної партії Всеукраїнське об'єднання «Батьківщина»    | Приватне підприємство «ПравоБізнессервіс», засновник                                                                                                |
| 25                                                         | Будзінський Віктор Богданович       | 16.05.1982 | вища                | член політичної партії Всеукраїнське об'єднання «Батьківщина»    | Приватний підприємець |
| 29                                                         | Лосюк Сергій Петрович               | 02.04.1979 | вища                | член політичної партії Всеукраїнське об'єднання «Батьківщина»    | Приватний підприємець |
| політична партія Всеукраїнське об'єднання «Свобода»        |                                     |            |                     |                                                                  | |
| пк                                                         | Заграновський Євгеній Томович       | 24.09.1969 | професійно-технічна | член політичної партії Всеукраїнське об'єднання «Свобода»        | Велес-Тревелс, директор |
| 32                                                         | Кривюк Петро Дмитрович              | 24.06.1968 | вища                | член політичної партії Всеукраїнське об'єднання «Свобода»        | ПАТ «Коломийська друкарня ім. Шухевича», голова правління                                                                                           |
| 3                                                          | Василевський Володимир Дмитрович    | 19.05.1972 | вища                | безпартійний                                                     | АТ Коломийське ЗУБМ, начальник заводу № 1 |
| ПОЛІТИЧНА ПАРТІЯ "ГРОМАДСЬКИЙ РУХ «НАРОДНИЙ КОНТРОЛЬ»      |                                     |            |                     |                                                                  | |
| пк                                                         | Романюк Геннадій Миронович          | 05.10.1960 | професійно-технічна | член ПОЛІТИЧНОЇ ПАРТІЇ "ГРОМАДСЬКИЙ РУХ «НАРОДНИЙ КОНТРОЛЬ»      | ПП «Звенислава», директор |
| 12                                                         | Васкул Петро Петрович               | 12.02.1955 | вища                | безпартійний                                                     | Івано- Франківський центр екстреної медичної допомоги, південно-східне віддлення в місті Коломия, лікар виїзної бригади екстреної медичної допомоги |
| 13                                                         | Яцяк Оксана Миколаївна              | 01.06.1970 | професійно-технічна | безпартійна                                                      | Коломийський Індустріально-педагогічний технікум, майстер виробничого навчання                                                                      |
| політична партія Народний Рух України                      |                                     |            |                     |                                                                  | |
| пк                                                         | Боднарук Тарас Володимирович        | 18.10.1974 | вища                | член політичної партії Народний Рух України                      | Приватний підприємець |
| 31                                                         | Михайлюк Мирослав Іванович          | 06.04.1961 | вища                | безпартійний                                                     | ПАФ «Інтеграл», директор |
| 33                                                         | Прусак Мирослав Степанович          | 02.03.1960 | вища                | безпартійний                                                     | ТзОВ «Темп-Прут», директор |
| Радикальна партія Олега Ляшка                              |                                     |            |                     |                                                                  | |
| пк                                                         | Базюк Тамара Володимирівна          | 18.09.1982 | вища                | член Радикальної партії Олега Ляшка                              | Нотаріальна контора, керівник |
| 6                                                          | Слободян Руслан Ілліч               | 23.05.1974 | вища                | член Радикальної партії Олега Ляшка                              | ТзОВ «ВКФ Тріумф», регіональний менеджер |
| 8                                                          | Турянський Андрій Васильович        | 29.07.1989 | вища                | член Радикальної партії Олега Ляшка                              | Вагонне депо м. Коломия, оглядач вагонів |
| Українська Народна Партія                                  |                                     |            |                     |                                                                  | |
| пк                                                         | Божик Андрій Миколайович            | 03.02.1962 | професійно-технічна | член Української Народної Партії                                 | підприємець, приватний підприємець |
| 4                                                          | Козоріз Василь Григорович           | 30.12.1953 | вища                | безпартійний                                                     | пенсіонер |
| 2                                                          | Бєлявська Леся Григорівна           | 03.02.1957 | вища                | член Української Народної Партії                                 | підприємець, приватний підприємець |
| ПОЛІТИЧНА ПАРТІЯ «УКРАЇНСЬКЕ ОБ'ЄДНАННЯ ПАТРІОТІВ — УКРОП» |                                     |            |                     |                                                                  | |
| пк                                                         | Костюк Ігор Васильович              | 03.06.1987 | вища                | член ПОЛІТИЧНОЇ ПАРТІЇ «УКРАЇНСЬКЕ ОБ'ЄДНАННЯ ПАТРІОТІВ — УКРОП» | Комунальне підприємство «М'ясний павільйон», бухгалтер                                                                                              |
| 13                                                         | Поясик Олександр Геннадійович       | 10.08.1985 | вища                | безпартійний                                                     | Фізична особа-підприємець |

### Депутати VI скликання
За результатами місцевих виборів 2010 року депутатами ради стали:

#### За суб'єктами висування
| Суб'єкт висування                                       | Кількість обраних депутатів | %  |
| ------------------------------------------------------- | --------------------------- | -- |
| Політична партія Всеукраїнське об'єднання «Батьківщина» | 11                          | 22 |
| Політична партія «Фронт Змін»                           | 10                          | 20 |
| Українська Народна Партія                               | 8                           | 16 |
| Партія регіонів                                         | 5                           | 10 |
| Політична партія Всеукраїнське об'єднання «Свобода»     | 5                           | 10 |
| Політична партія «УДАР»                                 | 4                           | 8  |
| Політична партія Народний рух України                   | 3                           | 6  |
| Народна партія                                          | 1                           | 2  |
| Політична партія «Наша Україна»                         | 1                           | 2  |
| Українська партія                                       | 1                           | 2  |
| Українська соціал-демократична партія                   | 1                           | 2  |

#### За округами
| № округу                                                                             | Прізвище, ім'я, по батькові    | Дата визнання обраним | Освіта             | Партійна приналежність                                                                     | Відомості про обраного депутата                                                                                             |
| ------------------------------------------------------------------------------------ | ------------------------------ | --------------------- | ------------------ | ------------------------------------------------------------------------------------------ | --- |
| Народна Партія                                                                       |                                |                       |                    |                                                                                            | |
| 24                                                                                   | Бойко Віктор Іванович          | 05.11.2010            | вища               | позапартійний                                                                              | ЦРЛ, заступник головного лікаря                                                                                             |
| Партія регіонів                                                                      |                                |                       |                    |                                                                                            | |
| б/м                                                                                  | Панчук Роман Теодорович        | 05.11.2010            | вища               | член Партії регіонів                                                                       | Коломийська райдерж-адміністрація, перший заступник                                                                         |
| б/м                                                                                  | Назарук Василь Васильович      | 05.11.2010            | вища               | член Партії регіонів                                                                       | Коломийське приватне підприємство «Назіс», генеральний директор                                                             |
| б/м                                                                                  | Колодніцький Богдан Богданович | 05.11.2010            | вища               | член Партії регіонів                                                                       | Коломийське приватне підприємство «Синевір», директор                                                                       |
| 8                                                                                    | Волощук Андрій Васильович      | 11.04.2011            | вища               | позапартійний                                                                              | Департамент інформаційної безпеки Апарату Ради національної безпеки і оборони України, державний експерт                    |
| 12                                                                                   | Гаврилюк Роман Дмитрович       | 05.11.2010            | вища               | член Партії регіонів                                                                       | приватний підприємець |
| Політична партія Всеукраїнське об'єднання «Батьківщина»                              |                                |                       |                    |                                                                                            | |
| б/м                                                                                  | Острук Ярослав Андрійович      | 05.11.2010            | вища               | член Всеукраїнського об'єднання «Батьківщина»                                              | пенсіонер |
| б/м                                                                                  | Гуменюк Іван Михайлович        | 05.11.2010            | вища               | член Всеукраїнського об'єднання «Батьківщина»                                              | Коломийський хлібокомбі-нат, засновник                                                                                      |
| б/м                                                                                  | Гошій Ярослав Петрович         | 05.11.2010            | вища               | член Всеукраїнського об'єднання «Батьківщина»                                              | ТзОВ «Гамак ЛТД», директор                                                                                                  |
| б/м                                                                                  | Котлярчук Людмила Григорівна   | 05.11.2010            | вища               | член Всеукраїнського об'єднання «Батьківщина»                                              | Коломийський МРЕМ, старший бухгалтер                                                                                        |
| 2                                                                                    | Дячук Олег Дмитрович           | 05.11.2010            | вища               | позапартійний                                                                              | ПП «ПравоБізнесСервіс», комерційний директор                                                                                |
| 6                                                                                    | Федчук Сергій Васильович       | 05.11.2010            | вища               | член Всеукраїнського об'єднання «Батьківщина»                                              | Громадська організація «Фонд пам'яті Андрія Федчука», голова громадської організації                                        |
| 11                                                                                   | Киселиця Василь Миколайович    | 05.11.2010            | вища               | член Всеукраїнського об'єднання «Батьківщина»                                              | ТзОВ «Арніка», директор |
| 16                                                                                   | Риндич Анна Василівна          | 05.11.2010            | вища               | член Всеукраїнського об'єднання «Батьківщина»                                              | КП «Коломийський центральний ринок», директор                                                                               |
| 18                                                                                   | Ласійчук Мирослав Дмитрович    | 05.11.2010            | вища               | член Всеукраїнського об'єднання «Батьківщина»                                              | ТзОВ «Гермес», директор |
| 19                                                                                   | Будзінський Віктор Богданович  | 05.11.2010            | вища               | член Всеукраїнського об'єднання «Батьківщина»                                              | приватний підприємець |
| 20                                                                                   | Сава Богдан Євгенович          | 05.11.2010            | вища               | член Всеукраїнського об'єднання «Батьківщина»                                              | приватний підприємець |
| Політична партія Всеукраїнське об'єднання «Свобода»                                  |                                |                       |                    |                                                                                            | |
| б/м                                                                                  | Кавацюк Віктор Васильович      | 05.11.2010            | вища               | член Всеукраїнського об'єднання «Свобода»                                                  | ПП «Піка», директор |
| б/м                                                                                  | Касіян Володимир Романович     | 05.11.2010            | середня спеціальна | позапартійний                                                                              | Дитяча церква святого Йосафата, парох                                                                                       |
| б/м                                                                                  | Сав'юк Ростислав Маркіянович   | 05.11.2010            | вища               | член Всеукраїнського об'єднання «Свобода»                                                  | АПФ «Галичина», директор |
| б/м                                                                                  | Мицак Мирослав Михайлович      | 12.11.2010            | середня спеціальна | позапартійний                                                                              | Українська православна церква Київської митрополії установи ВТК −41, тюремний капелан                                       |
| 4                                                                                    | Крив'юк Петро Дмитрович        | 05.11.2010            | вища               | член Всеукраїнського об'єднання «Свобода»                                                  | Коломийська друкарня ім. Шухевича, головний бухгалтер                                                                       |
| Політична партія Народний Рух України                                                |                                |                       |                    |                                                                                            | |
| б/м                                                                                  | Ріпецька Лідія Володимирівна   | 05.11.2010            | вища               | член Народного Руху України                                                                | Коломийська центральна районна лікарня, лікар — дільничий терепевт                                                          |
| 5                                                                                    | Комісарук Михайло Петрович     | 05.11.2010            | вища               | позапартійний                                                                              | Аудит і допомога, директор                                                                                                  |
| 15                                                                                   | Оробець Василь Дмитрович       | 05.11.2010            | вища               | позапартійний                                                                              | ДЮСШ № 2 ФСТ «Україна» м. Івано Франківськ, тренер                                                                          |
| Політична партія «Наша Україна»                                                      |                                |                       |                    |                                                                                            | |
| б/м                                                                                  | Романюк Геннадій Миронович     | 05.11.2010            | середня            | член Політичної партії «Наша Україна»                                                      | ПП «Звенислава», директор                                                                                                   |
| Політична партія «УДАР (Український Демократичний Альянс за Реформи) Віталія Кличка» |                                |                       |                    |                                                                                            | |
| б/м                                                                                  | Довганюк Володимир Миколайович | 05.11.2010            | вища               | член Політичної партії «УДАР (Український Демократичний Альянс за Реформи) Віталія Кличка» | кредитна спілка «Прикарпаття», голова правління                                                                             |
| б/м                                                                                  | Мензатюк Олександр Дмитрович   | 05.11.2010            | вища               | член Політичної партії «УДАР (Український Демократичний Альянс за Реформи) Віталія Кличка» | ТзОВ «Тріумф», генеральний директор                                                                                         |
| б/м                                                                                  | Матковський Йосип Миколайович  | 04.02.2011            | вища               | позапартійний                                                                              | Коломийська гімназія, директор                                                                                              |
| 14                                                                                   | Тодорів Йосип Петрович         | 05.11.2010            | середня спеціальна | член Політичної партії «УДАР (Український Демократичний Альянс за Реформи) Віталія Кличка» | Коломийська міськрайонна Організація Ветеранів Афганістану, голова                                                          |
| Політична партія «Фронт Змін»                                                        |                                |                       |                    |                                                                                            | |
| б/м                                                                                  | Вітенко Андрій Григорович      | 05.11.2010            | вища               | член Політичної партії «Фронт Змін»                                                        | приватний підприємець |
| б/м                                                                                  | Глушков Любомир Олексійович    | 05.11.2010            | вища               | позапартійний                                                                              | МВС України, відділ внутрішньої безпеки в Івано-Франківській області, старший оперуповноважений в особливо важливих справах |
| б/м                                                                                  | Харук Володимир Петрович       | 05.11.2010            | вища               | член Політичної партії «Фронт Змін»                                                        | приватний підприємець |
| б/м                                                                                  | Плекан Юрій Васильович         | 05.11.2010            | вища               | член Політичної партії «Фронт Змін»                                                        | Коломийський інститут Прикарпатського національного університету ім. В. Стефаника, доцент                                   |
| б/м                                                                                  | Федорович Павло Петрович       | 05.11.2010            | вища               | член Політичної партії «Фронт Змін»                                                        | ФСК «Локомотив», заступник начальника                                                                                       |
| 1                                                                                    | Козоріз Василь Григорович      | 05.11.2010            | вища               | член Політичної партії «Фронт Змін»                                                        | приватний адвокат |
| 10                                                                                   | Ільчишин Ігор Федорович        | 05.11.2010            | середня            | член Політичної партії «Фронт Змін»                                                        | ПП «Ільчігор», директор |
| 17                                                                                   | Вандич Віталій Васильович      | 05.11.2010            | вища               | член Політичної партії «Фронт Змін»                                                        | приватний підприємець |
| 21                                                                                   | Мандрусяк Уляна Іванівна       | 05.11.2010            | вища               | член Політичної партії «Фронт Змін»                                                        | Коломийська міська рада, начальник відділу культури і туризму                                                               |
| 25                                                                                   | Лазарович Віталій Васильович   | 05.11.2010            | вища               | член Політичної партії «Фронт Змін»                                                        | тимчасово не працює |
| Українська Народна Партія                                                            |                                |                       |                    |                                                                                            | |
| б/м                                                                                  | Остяк Роман Адамович           | 05.11.2010            | вища               | член Української Народної Партії                                                           | ВАТ «Дятьківці», генеральний директор                                                                                       |
| б/м                                                                                  | Бойцан Лариса Василівна        | 05.11.2010            | вища               | член Української Народної Партії                                                           | Коломийська гімназія, викладач                                                                                              |
| б/м                                                                                  | Іномістова Галина Антонівна    | 05.11.2010            | середня            | член Української Народної Партії                                                           | Коломийська дитяча музична школа № 1, викладач                                                                              |
| б/м                                                                                  | Чумак Світлана Миколаївна      | 05.11.2010            | вища               | член Української Народної Партії                                                           | центральна районна поліклініка, лікар — терапевт                                                                            |
| 3                                                                                    | Бєлявська Леся Григорівна      | 05.11.2010            | вища               | член Української Народної Партії                                                           | приватний підприємець |
| 9                                                                                    | Свідзінський Ігор Мирославович | 05.11.2010            | вища               | член Української Народної Партії                                                           | СП «Фармамед», директор |
| 13                                                                                   | Андріїшин Володимир Степанович | 05.11.2010            | вища               | член Української Народної Партії                                                           | приватний підприємець |
| 22                                                                                   | Божик Андрій Миколайович       | 05.11.2010            | середня            | член Української Народної Партії                                                           | приватний підприємець |
| Українська партія                                                                    |                                |                       |                    |                                                                                            | |
| 7                                                                                    | Семенюк Михайло Васильович     | 05.11.2010            | вища               | позапартійний                                                                              | МПП «Галактика XXI», директор                                                                                               |
| Українська соціал-демократична партія                                                |                                |                       |                    |                                                                                            | |
| 23                                                                                   | Михайлюк Мирослав Іванович     | 05.11.2010            | вища               | позапартійний                                                                              | ПФ Крокус, директор |